# Meurtre de Djamel Bensmail
Le meurtre de Djamel Bensmail est survenu le 11 août 2021 à Larbaâ Nath Irathen, wilaya de Tizi Ouzou, lors de son lynchage barbare par une foule qui l'accusait à tort d'être l'auteur d'incendies criminels dans la région, alors qu’il s’était rendu volontairement dans la région pour prêter main-forte aux victimes des incendies et contribuer à leur maîtrise.

## Biographie
Djamel Bensmail (en arabe : جمال بن سماعيل) né le 23 février 1985 à Miliana, wilaya d'Aïn Defla est un musicien, artiste peintre et militant du Hirak algérien.
Il est également connu dans sa ville pour son engagement dans de nombreuses causes humanitaires.

## Meurtre
L’assassinat de Djamel Bensmail est survenu alors que la région faisait face depuis trois jours à d’immenses incendies qui ont fait d'énormes dégâts matériels et plusieurs milliers de victimes. Après que le ministre de l’Intérieur Kamel Beldjoud a affirmé dès le lendemain, 10 août, que les incendies qui avaient touché la région étaient volontaires, une thèse que reprend deux jours plus tard le Premier ministre Aïmene Benabderrahmane. Ce dernier avait annoncé, le 10 août, l’arrestation de deux pyromanes à Médéa, le même jour, une information a fait le tour de Tizi-Ouzou : trois personnes à bord d’une voiture de type Renault Symbol non immatriculée ont été aperçues en train de provoquer un autre incendie dans la région de Makouda. Djamel était venu de Miliana pour aider la population de la région, et serait accusé en compagnie de deux personnes sur place d'être à l'origine d'incendies criminels. La police les emmène au commissariat de la ville et la foule, en colère, encercle le fourgon cellulaire et certains y entrent pour pouvoir attaquer Djamel malgré les efforts des policiers pour le protéger, selon le procureur de la République près la Cour d’Alger. Djamel a tenté de s'expliquer auprès de la foule sans succès. Par la suite, il aurait été poignardé (pas de trace dans l'autopsie et pour l'avocate de la partie civile, Djamel ne serait pas mort dans le fourgon) dans le fourgon cellulaire par une personne, sorti par des individus du fourgon de la police, trainé jusqu'à la place du centre-ville, lynché et son corps brûlé.
Quasiment toutes les étapes du meurtre sont filmées par une dizaine de téléphones portables, ces vidéos non certifiées (sans tatouage numérique) seront partagées massivement par la suite sur les réseaux sociaux.
Selon le rapport d'autopsie, Djamel Bensmaïl est « mort d’épuisement physique et d’un traumatisme à la tête », mais les avocats de la famille Bensmaïl conteste ce rapport et affirment que Djamel est mort par immolation, tout en s'étonnant que le rapport « ne précise pas l’heure du décès ».

## Réactions

### Gouvernement
Le président de la République Abdelmadjid Tebboune a évoqué l’affaire à plusieurs reprises, insistant à chaque fois sur la préservation et la défense de l’unité nationale. Il déclare que seule la justice est habilitée à se prononcer, soulignant que ce ne sont pas tous les habitants de la région qui sont derrière cet acte.
Lors du point de presse organisé à l'occasion de l'arrestation des principaux premiers suspects, le contrôleur de police, directeur de la police judiciaire Mohamed Chakour avait remercié les youtubeurs qui ont aidé à dévoiler les auteurs du crime.
En réponse à la polémique suscitée par la non-protection de la victime alors qu'elle se trouvait au sein même du commissariat, le directeur de la police judiciaire déclare le 15 août dans une conférence de presse que « le non recours aux tirs de sommation intervenait en application des instructions du Haut commandement afin d’éviter tout dérapage ».
92 personnes qui seraient « impliquées à différents degrés » ont été arrêtées à la suite du meurtre. Par la suite, les autorités déclarent que ce meurtre est le résultat d’un complot, œuvre d’ « organisations terroristes », pour préciser par la suite qu'il s'agit du mouvement pour l’autodétermination de la Kabylie et du mouvement Rachad (en), deux mouvements classés comme tels, le 18 mai 2021.
Les services de sécurité désignent un des présumés assassins de Djamel Bensmail comme l'auteur d'une fusillade à la kalachnikov dans une cafétéria à Aïn Defla survenu le 15 août et qui a fait un mort et plusieurs blessés et membre d'une organisation terroriste. Les deux accusations s'avèrent fausses, le mis en cause, Mohamed Hamali, est acquitté par le tribunal criminel de première instance de Dar El Beida (Alger) pour l'accusation « d'enrôlement dans une organisation terroriste ciblant la sécurité de l'État, l'unité nationale et la stabilité et le fonctionnement de ses institutions » et il n'est pas poursuivi pour l'affaire du meurtre de Djamel Bensmaïl.

### Père de la victime
Noureddine Bensmail, père de la victime, déclare : « Nous ne voulons pas la fitna [discorde], les Kabyles sont nos frères. » En déplacement à Tizi Ouzou afin de récupérer la dépouille de son fils, il ajoute à ceux qui l'ont accueilli : « J’ai perdu un fils et j’ai gagné une wilaya. » Cette attitude est jugée particulièrement sage,,,,.

### Classe politique
De nombreux partis et personnalités politiques ont réagi, condamnant unanimement ce qui s’est passé.
Mohcine Belabbas, président du Rassemblement pour la culture et la démocratie (RCD), dénonce le lynchage à mort du jeune homme, un crime qu’« aucune raison, absolument aucune, ne peut justifier », qualifié d’« exécrable » et de « traumatisme national ». Le Front des forces socialistes (FFS) dénonce « avec force » cet acte, qualifié de « barbare » et « criminel », indiquant que c'est un « acte isolé ».
Le Parti des travailleurs (PT) s'est dit fortement préoccupé, il juge ce meurtre d’une « extrême gravité ». Louisa Hanoune, secrétaire générale du PT, considère que l’assassinat de Djamel Bensmail était « un signal d’alarme sans précédent », une « tragédie qui, à conditions égales, aurait pu et peut se produire dans n’importe quelle région du pays ».
Le chef du parti politique El Binaa, Abdelkader Bengrina, dénonce le « lynchage d’une violence sans précédent », qualifiant la tragédie qui a eu lieu de « crime odieux », dénonçant des « actes barbares commis par des fanatiques qui tentent de décrédibiliser et de ternir l’image de nos frères de Tizi Ouzou ». Le chef de parti a tenu à mettre en garde les citoyens contre « les discours séparatistes, qui alimentent et exacerbent les conflits racistes et discriminatoires, qui n’ont pour but que de diviser le peuple ».
Noureddine Boukrouh estime que les policiers avaient tous les moyens pour protéger Djamel Bensmail, pour lui « la police a livré Djamel Bensmail à la foule ».

### Réaction des citoyens
Toute l'Algérie a été choquée par la violence de ce meurtre.
Un comité de sages de Larbaâ Nath Irathen a fait une déclaration le lendemain, condamnant le meurtre ignoble, présentant des excuses au nom de la région à la famille du défunt et demandant que justice soit faite. Une Diya d’une valeur de trois milliards de centimes est payée à la famille de Djamel  Bensmail. Malgré tout, la famille de Djamel Bensmaïl se constitue partie civile en réclamant la somme de 10 milliards de centimes aux accusés condamnés.
Des discours haineux contre les kabyles ont émergé, notamment sur les réseaux sociaux, le 17 août le président de la Ligue algérienne pour la défense des droits de l'homme (LADDH) dépose plainte contre X auprès du tribunal d’Annaba, cette plainte fait suite à la diffusion d’une vidéo appelant à « rayer la Kabylie de la carte ». À la suite de cette plainte, le tribunal d'Annaba a condamné un individu à une peine de huit mois de prison ferme ainsi qu'une amende de 100 000 dinars algériens pour « incitation à la violence et discours de la haine ».

## Condamnations
Le 24 novembre 2022, le tribunal de Dar El Beïda prononce la condamnation de 49 prévenus à la peine capitale, 10 personnes à 12 ans de prison ferme et 17 prévenus à 10 ans de prison et 100 000 dinars d’amende. La même juridiction a également prononcé 6 condamnations à 5 ans, 4 de 3 ans et une de 2 ans, 17 accusés ont été acquittés.
En appel, le 23 octobre 2023, sur 94 personnes, 38 sont condamnées à la peine capitale (commuée en perpétuité), 29 condamnées entre trois et vingt ans de prison ferme, et, 27 sont acquittées.